# Francesca Michielin

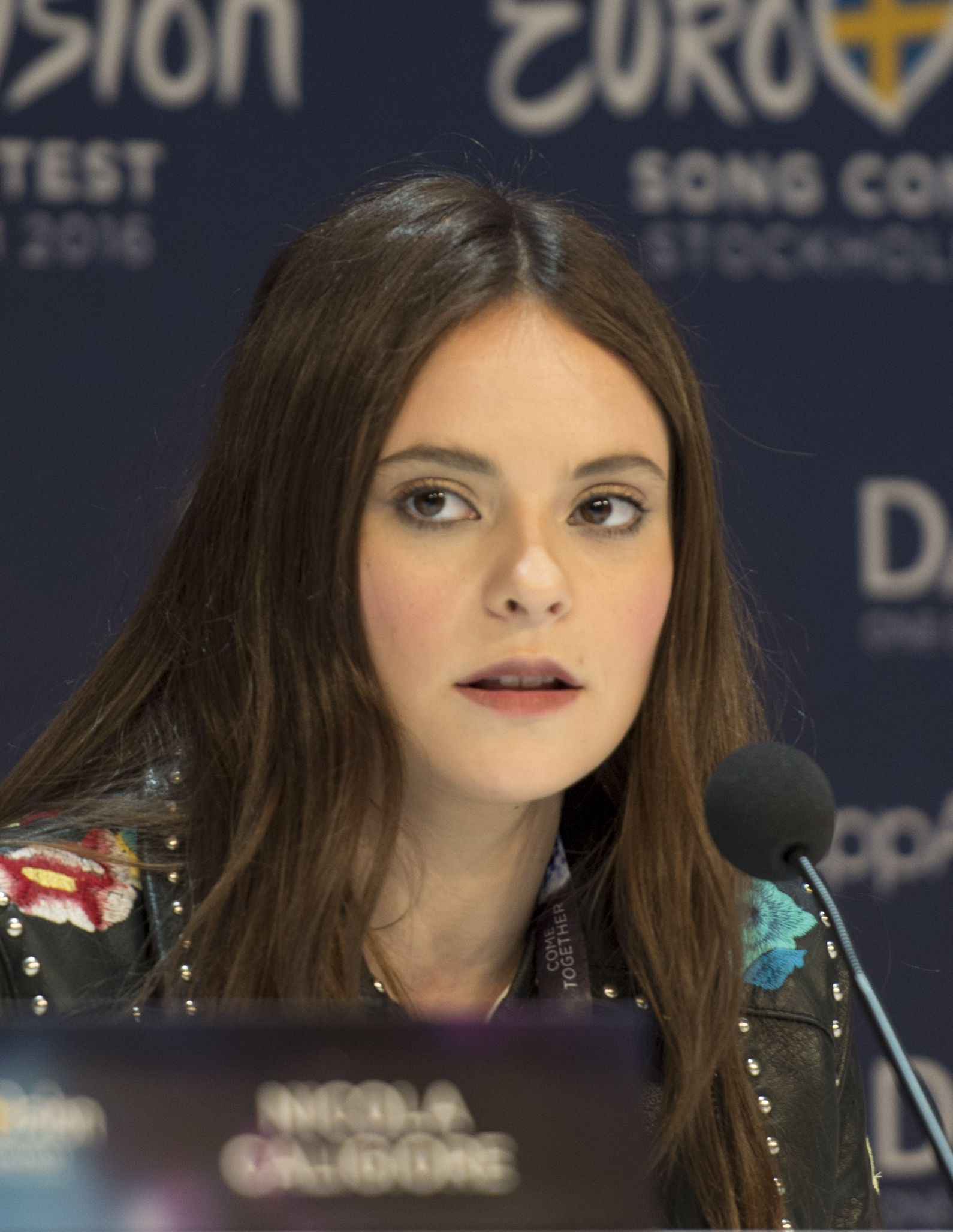
Francesca Michielin beim Eurovision Song Contest, Mai 2016

Francesca Costanza Michielin (* 25. Februar 1995 in Bassano del Grappa) ist eine italienische Popsängerin, die als Siegerin der fünften Staffel von X Factor in Italien bekannt wurde.

## Biografie
Michielin machte erste musikalische Erfahrungen als Bassistin und Sängerin in einem Gospelchor ihrer Heimatstadt. Mit 16 Jahren nahm sie an der Castingshow X Factor teil und gewann fünf ihrer neun Runden bis zum Finale. Dabei sang sie unter anderem Someone like You von Adele und Whole Lotta Love von Led Zeppelin. Ihr Halbfinalsong hieß Distratto und wurde unter anderem von der Sängerin Elisa für sie geschrieben. Im Finale am 5. Januar 2012 setzte sie sich gegen die Sängerin Antonella Lo Coco und die Band I Moderni durch und gewann den Wettbewerb. Die Abschlusssendung bekam auch dadurch besondere Aufmerksamkeit, dass sie die erste 3D-Ausstrahlung im italienischen Fernsehen war. Michielin gewann einen Plattenvertrag bei Sony Music im Wert von 300.000 Euro.
Ihr Song Distratto nahm sofort nach Veröffentlichung Platz 1 der italienischen Downloadcharts ein und verkaufte sich in der ersten Woche über 60.000 Mal. Eine EP mit vier Showtiteln erschien kurz darauf und platzierte sich in den Top 10 der italienischen Albumcharts. Im Oktober 2012 folgte das erste Album Riflessi di me. Als Opening-act von Franco Battiato, Elio e le Storie Tese und Cristiano De André sammelte Michielin erste Konzerterfahrungen, außerdem arbeitete sie für den Song Cigno nero 2013 erstmals mit dem Rapper Fedez zusammen. Im März 2014 veröffentlichte sie das in englischer Sprache gehaltene Lied Amazing, das auf dem Soundtrack des Films The Amazing Spider-Man 2: Rise of Electro enthalten war. Die zweite Zusammenarbeit mit Fedez, das Lied Magnifico, schaffte es an die Chartspitze.
Mit Di20 erschien 2015 Michielins zweites Album, dem die erfolgreiche Single L’amore esiste vorangegangen war. 2016 nahm die Sängerin erstmals am Sanremo-Festival teil und konnte mit dem Lied Nessun grado di separazione den zweiten Platz erreichen. In den Charts gelang ihr allerdings der Sprung an die Spitze. Gleichzeitig erschien eine neue Version ihres zweiten Albums unter dem Titel Di20are. Da die Sanremo-Sieger Stadio eine Teilnahme am Eurovision Song Contest 2016 ablehnten, rückte Michielin nach und vertrat somit Italien in Stockholm, wo sie im Finale den 16. Platz belegte.

## Diskografie

### Alben
| Jahr | Titel                    | Höchstplatzierung, Gesamtwochen, AuszeichnungChartplatzierungen (Jahr, Titel, Platzierungen, Wochen, Auszeichnungen, Anmerkungen) | Höchstplatzierung, Gesamtwochen, AuszeichnungChartplatzierungen (Jahr, Titel, Platzierungen, Wochen, Auszeichnungen, Anmerkungen) | Anmerkungen                                               | [↑]: gemeinsam behandelt mit vorhergehendem Eintrag; [←]: in beiden Charts platziert |
| Jahr | Titel                    | CH | IT | Anmerkungen                                               |                                                                                      |
| ---- | ------------------------ | --- | --- | --------------------------------------------------------- | ------------------------------------------------------------------------------------ |
| 2012 | Riflessi di me           | — | IT4 (15 Wo.)IT | Erstveröffentlichung: 2. Oktober 2012                     |                                                                                      |
| 2015 | Di20                     | — | IT3 Platin · (52 Wo.)IT | Erstveröffentlichung: 23. Oktober 2015 Verkäufe: + 50.000 |                                                                                      |
| 2016 | Di20are                  | CH96 (1 Wo.)CH[IT: ↑] | IT3 Platin · (52 Wo.)IT | Erstveröffentlichung: 19. Februar 2016                    |                                                                                      |
| 2018 | 2640                     | CH64 (1 Wo.)CH | IT2 Gold · (25 Wo.)IT | Erstveröffentlichung: 12. Januar 2018 Verkäufe: + 25.000  |                                                                                      |
| 2020 | Feat (stato di natura)   | — | IT7 Gold · (18 Wo.)IT | Erstveröffentlichung: 13. März 2020 Verkäufe: + 25.000    |                                                                                      |
| 2021 | Feat (fuori dagli spazi) | —[IT: ↑] | IT7 Gold · (18 Wo.)IT | Erstveröffentlichung: 5. März 2021                        |                                                                                      |
| 2023 | Cani Sciolti             | — | IT14 (7 Wo.)IT | Erstveröffentlichung: 24. Februar 2023                    |                                                                                      |

### EPs
| Jahr | Titel            | Höchstplatzierung, Gesamtwochen, AuszeichnungChartplatzierungen (Jahr, Titel, Platzierungen, Wochen, Auszeichnungen, Anmerkungen) | Höchstplatzierung, Gesamtwochen, AuszeichnungChartplatzierungen (Jahr, Titel, Platzierungen, Wochen, Auszeichnungen, Anmerkungen) | Anmerkungen                                   |
| Jahr | Titel            | CH | IT | Anmerkungen                                   |
| ---- | ---------------- | --- | --- | --------------------------------------------- |
| 2012 | Distratto        | — | IT9 (13 Wo.)IT |                                               |
| 2016 | Nice to Meet You | — | IT52 (1 Wo.)IT | Erstveröffentlichung: 30. Januar 2016 Live-EP |

### Singles
| Jahr | Titel Album                                   | Höchstplatzierung, Gesamtwochen, AuszeichnungChartplatzierungen (Jahr, Titel, Album, Platzierungen, Wochen, Auszeichnungen, Anmerkungen) | Höchstplatzierung, Gesamtwochen, AuszeichnungChartplatzierungen (Jahr, Titel, Album, Platzierungen, Wochen, Auszeichnungen, Anmerkungen) | Anmerkungen                                                                                         |
| Jahr | Titel Album                                   | IT | CH | Anmerkungen                                                                                         |
| ---- | --------------------------------------------- | --- | --- | --------------------------------------------------------------------------------------------------- |
| 2012 | Distratto                                     | IT1 ×2Doppelplatin · (27 Wo.)IT | — | Verkäufe: + 60.000                                                                                  |
| 2012 | Someone like You Distratto                    | IT67 (2 Wo.)IT | — | Coverversion                                                                                        |
| 2012 | Whole Lotta Love Distratto                    | IT53 (2 Wo.)IT | — | Coverversion                                                                                        |
| 2012 | Sola Riflessi di me                           | IT18 Gold · (13 Wo.)IT | — | Verkäufe: + 15.000                                                                                  |
| 2014 | Amazing The Amazing Spider-Man 2 (Soundtrack) | IT54 (4 Wo.)IT | — | |
| 2015 | L’amore esiste Di20                           | IT10 ×2Doppelplatin · (34 Wo.)IT | — | Erstveröffentlichung: 6. März 2015 Verkäufe: + 100.000                                              |
| 2015 | Battito di ciglia Di20                        | IT64 Gold · (11 Wo.)IT | — | Erstveröffentlichung: 10. Juli 2015 Verkäufe: + 25.000                                              |
| 2015 | Lontano Di20                                  | IT99 (2 Wo.)IT | — | Erstveröffentlichung: 25. September 2015                                                            |
| 2016 | Nessun grado di separazione Di20are           | IT1 ×2Doppelplatin · (18 Wo.)IT | — | Erstveröffentlichung: 11. Februar 2016 Beitrag zum Sanremo-Festival 2016 Verkäufe: + 100.000        |
| 2017 | Vulcano 2640                                  | IT44 Platin · (17 Wo.)IT | — | Erstveröffentlichung: 21. Juli 2017 Verkäufe: + 50.000                                              |
| 2019 | Cheyenne Feat                                 | IT85 Gold · (7 Wo.)IT | — | Erstveröffentlichung: 15. November 2019 mit Charlie Charles Verkäufe: + 35.000                      |
| 2020 | Gange Feat                                    | IT61 (1 Wo.)IT | — | Erstveröffentlichung: 21. Februar 2020 feat. Shiva                                                  |
| 2020 | Stato di natura Feat                          | IT99 (1 Wo.)IT | — | feat. Måneskin                                                                                      |
| 2021 | Chiamami per nome Feat (fuori dagli spazi)    | IT1 ×3Dreifachplatin · (21 Wo.)IT | CH19 (3 Wo.)CH | Erstveröffentlichung: 3. März 2021 mit Fedez; Beitrag zum Sanremo-Festival 2021 Verkäufe: + 210.000 |
| 2021 | Cinema –                                      | IT94 Gold · (6 Wo.)IT | — | Erstveröffentlichung: 14. Mai 2021 mit Samuel Verkäufe: + 35.000                                    |
| 2024 | Christmas Party –                             | IT7 (5 Wo.)IT | — | Erstveröffentlichung: 11. November 2024                                                             |
| 2025 | Fango in paradiso –                           | IT24 (7 Wo.)IT | — | Erstveröffentlichung: 12. Februar 2025 Beitrag zum Sanremo-Festival 2025                            |

Weitere Singles
- Tutto quello che ho (2012)
- Se cadrai (2013)
- Un cuore in due (2016) – Gold (25.000+)[7]
- Almeno tu (2016)
- Io non abito al mare (2017) – Platin (50.000+)[7]

### Gastbeiträge
| Jahr | Titel Album                                        | Höchstplatzierung, Gesamtwochen, AuszeichnungChartsChartplatzierungen (Jahr, Titel, Album, Platzierungen, Wochen, Auszeichnungen, Anmerkungen) | Anmerkungen                                                                                              |
| Jahr | Titel Album                                        | IT | Anmerkungen                                                                                              |
| --- | -------------------------------------------------- | --- | --- |
| 2013 | Cigno nero Sig. Brainwash – L’arte di accontentare | IT8 ×2Doppelplatin · (48 Wo.)IT | Erstveröffentlichung: 1. März 2013 Fedez feat. Francesca Michielin Verkäufe: + 60.000                    |
| 2014 | Magnifico Pop-Hoolista                             | IT1 ×6Sechsfachplatin · (70 Wo.)IT | Erstveröffentlichung: 31. Oktober 2014 Fedez feat. Francesca Michielin Verkäufe: + 300.000               |
| 2018 | Fotografia Notti brave                             | IT6 ×3Dreifachplatin · (41 Wo.)IT | Erstveröffentlichung: 1. Mai 2018 Carl Brave feat. Francesca Michielin & Fabri Fibra Verkäufe: + 150.000 |
| Folgende Lieder erschienen nicht als Single, wurden aber durch das Album zum Download und Streaming bereitgestellt und konnten somit eine Platzierung erlangen: |                                                    | | |
| |                                                    | | |
| 2022 | Liberi Caos                                        | IT37 (1 Wo.)IT | Fabri Fibra feat. Francesca Michielin                                                                    |